# Sandman (Wesley Dodds)
Pour les articles homonymes, voir Sandman.
Sandman (de l'anglais : [ˈsændmæn]  litt. « le marchand de sable »), de son vrai nom Wesley Dodds, est un personnage de comics publié par DC Comics. Il a été créé en 1939 par Gardner Fox. Il fait partie de la Justice Society of America.

## Histoire
Fortement inspiré par les pulps, Sandman, ne possède aucun pouvoir et résout les enquêtes armé de son intelligence et d'un pistolet éjectant du gaz forçant les criminels à dire la vérité. Afin de ne pas être soumis lui-même aux effets du gaz, il porte un masque à gaz qui d'une part protège son identité et d'autre part terrifie ses adversaires.
Plus tard, Sandman optera pour un costume violet et jaune dans la plus pure tradition des super-héros, et se verra accompagné dans ses enquêtes par un jeune adolescent, Sandy the Golden Boy. Au cours d'une aventure, le pistolet de Sandman explosera, transformant Sandy en un monstre de sable à l'intelligence bestiale. Trop dangereux pour son entourage, il fut enfermé durant des années avant que Sandman parvienne avec l'aide de la Ligue de justice d'Amérique à lui rendre son apparence et son intelligence humaine.
Dans la vie civile, Wesley Dodds est marié à Dian Bellemont, une ancienne actrice qui connaît son activité en tant que Sandman.
Sandman fait partie des membres de la JSA qui passèrent des années enfermés dans la "Dimension du Ragnarök". Au cours d'un épisode de sa propre série, le Sandman de Neil Gaiman découvrit à cette occasion que Wesley Dodds avait été lié à la dimension des Rêves, ce qui lui procura la faculté de faire des rêves prémonitoires.
En 1999, lors du lancement de la nouvelle série JSA par James Robinson et David S. Goyer, Sandman mourut en échappant à Mordru. Sa capacité à faire des rêves prémonitoires fut alors transmise à Sandy, qui en son honneur prit le nom de Sand et utilisa le masque et le pistolet à gaz de Sandman.

## Apparitions notables
- Adventure Comics #40-#102
- Sandman Mystery Theatre
- Sandman v2. #20-#24
- JSA secret files #1
- JSA #1
- Smallville Saison 9 de Smallville (épisode téléfilm 11/12)